# Slaget ved Adrianopel (378)
Det andet slag ved Adrianopel (9. august 378) blev udkæmpet mellem en romersk hær ledet af kejseren Valens og germanere (hovedsageligt vestgotere og østgotere, assisteret af nogle ikke-germanske alanere) ledet af Fritigern. Slaget fandt sted ved Adrianopel (nu Edirne, Tyrkiet) og endte med en overvældende sejr for de germanske stammer.
Slaget var del af Goterkrigen 377–382 og er et af de vigtigste i romersk historie siden det satte scenen for det endelige sammenbrud af det vestlige Romerrige i det 5. århundrede.